# Park Narodowy Gargano
Park Narodowy Gargano – park narodowy utworzony 6 grudnia 1991, położony na półwyspie Gargano we Włoszech w prowincji Foggia w regionie Apulia. Park zajmuje powierzchnię około 1 211 km² i jest tym samym jednym z największych parków narodowych Włoch. Do parku oprócz obszarów półwyspu Gargano (od którego wziął swoją nazwę) zalicza się wyspy Tremiti oraz Foresta Umbra – rejon będący od 1977 obszarem chronionym.
Park znajduje się na obszarach gmin: Apricena, Cagnano Varano, Carpino, Ischitella, Isole Tremiti, Lesina, Manfredonia, Mattinata, Monte Sant’Angelo, Peschici, Rignano Garganico, Rodi Garganico, San Giovanni Rotondo, San Marco in Lamis, San Nicandro Garganico, Serracapriola, Vico del Gargano oraz Vieste.
Na terenie parku znajdują się dwa jeziora: Lago di Varano o powierzchni 60,5 km² będące największym jeziorem przybrzeżnym we Włoszech oraz Lago di Lesina o powierzchni 51,4 km².

## Foresta Umbra

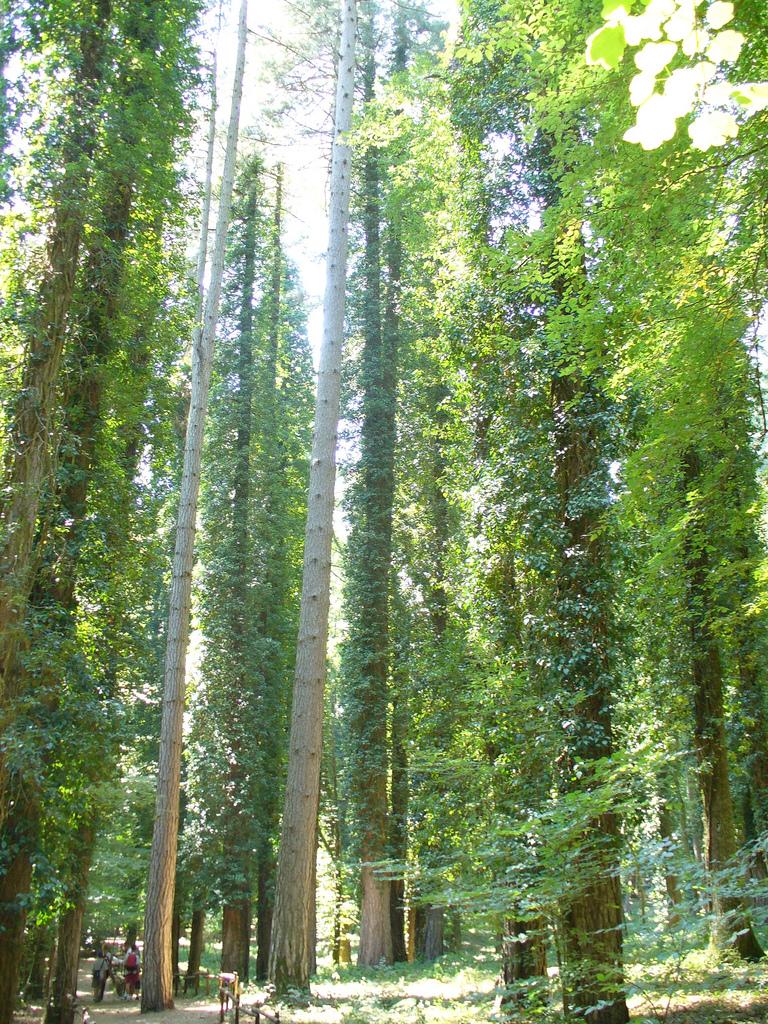
Foresta Umbra

Jest to obszar o powierzchni około 150 km² leżący w samym sercu Parku Narodowego Gargano. Nazwa tego obszaru wzięła się prawdopodobnie od Umbri - starożytnego ludu zamieszkującego te obszary lub od włoskiego słowa ombra oznaczającego cień co ma odnosić się do gęstego i zacienionego lasu. Teren tego obszaru podzielony jest na cztery strefy z czego jedna jest całkowicie wyłączona z użytku.
Obszar ten jest najbardziej charakterystyczną częścią parku z dużą liczbą gatunków drzew i krzewów. Wśród drzew można wyróżnić takie jak grab pospolity, chmielograb europejski, lipa drobnolistna, klon włoski, klon jawor, dąb węgierski oraz gatunki wiązów. Na tym obszarze można spotkać monumentalne drzewa takie jak 700-letnia sosna alepska o obwodzie około 5 m czy buk o średnicy 2 m i wysokości około 40 m.

## Flora i fauna
Park zawiera również wiele innych obszarów roślinności w tym tereny podmokłe będące domem dla wielu gatunków gadów, płazów i ptaków wędrownych. Dodatkowo można tam spotkać takie rośliny jak dąb burgundzki, pistacja kleista, oliwka europejska, mirt. Gargano jest miejscem występowania największej liczby gatunków storczyków w basenie Morza Śródziemnego (56 gatunków i 5 podgatunków).
Ze zwierząt, które można spotkać w parku należy wymienić dziki, sarny, jelenie, lisy, jeże, wiewiórki, kuny, muflony i ptaki w tym dzięcioły (takie jak dzięcioł duży, dzięcioł średni, dzięciołek), puchacze, sokoły wędrowne czy jastrzębie.

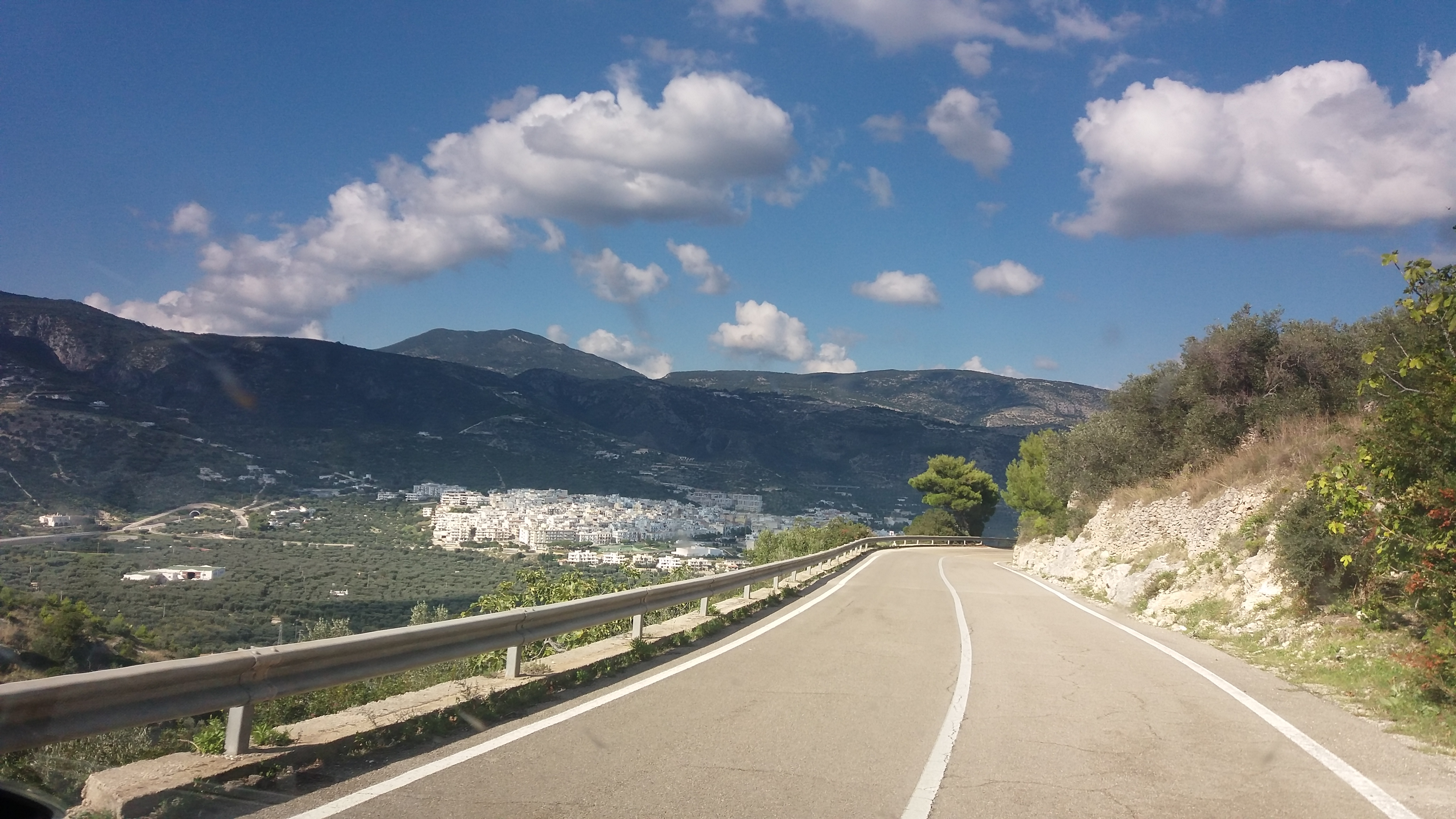
Gargano widziany z Monte San't Angelo. W dole miasto Mattinata